# Quatuor à cordes
Pour les articles homonymes, voir Quatuor à cordes (homonymie).
 (novembre 2023).
Si vous disposez d'ouvrages ou d'articles de référence ou si vous connaissez des sites web de qualité traitant du thème abordé ici, merci de compléter l'article en donnant les références utiles à sa vérifiabilité et en les liant à la section « Notes et références ».

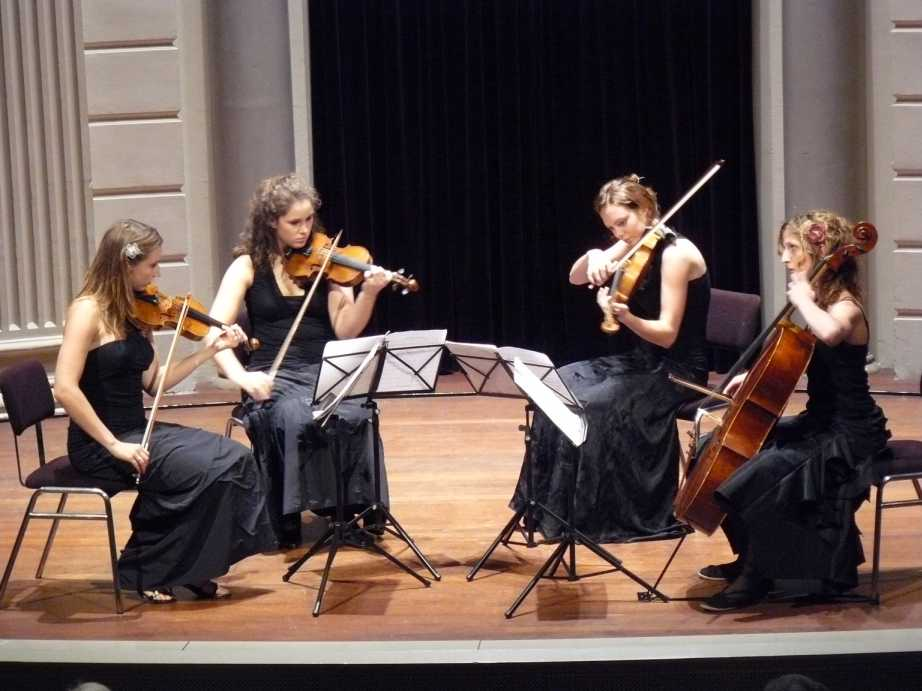
Quatuor à cordes en salle…

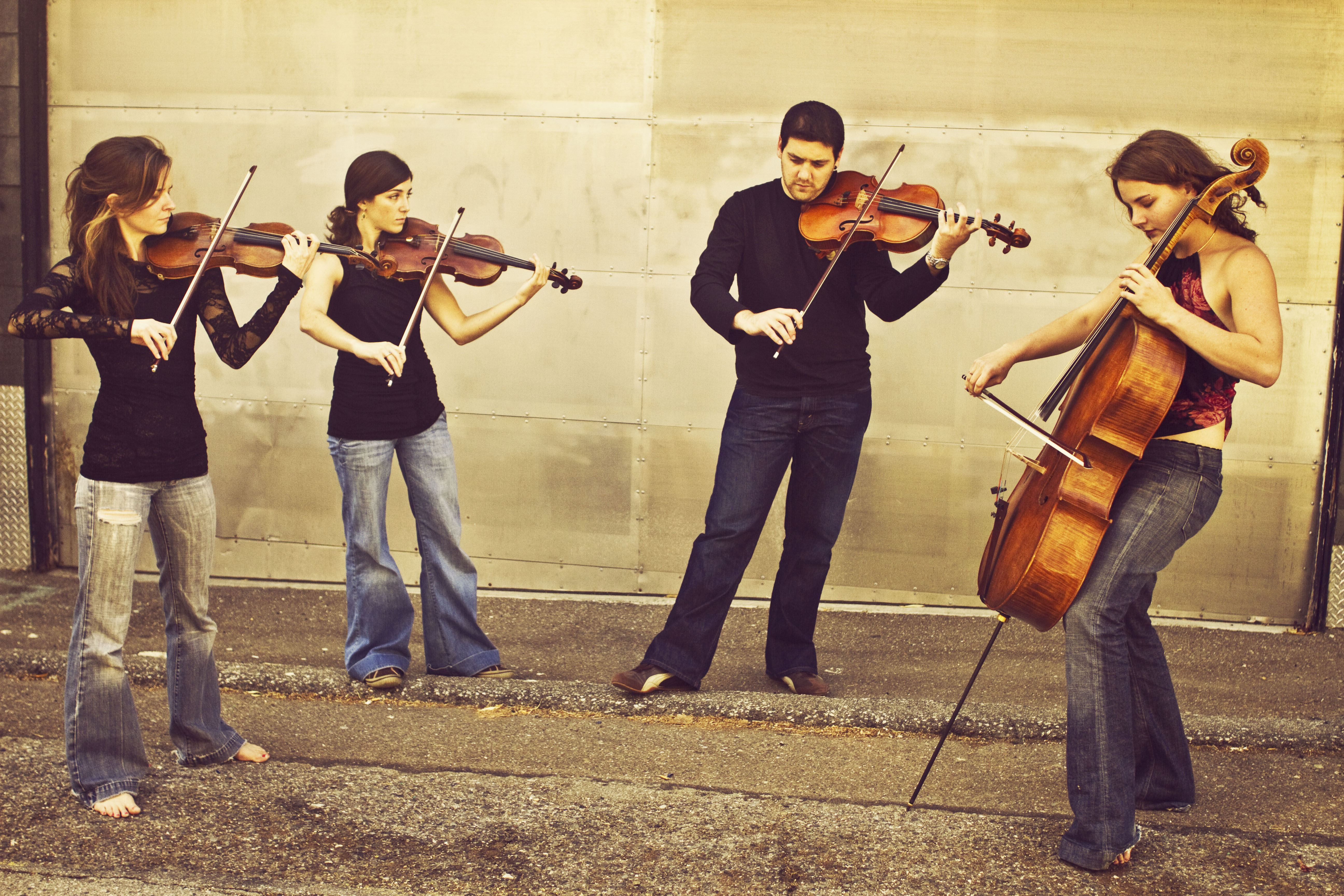
… ou dans les rues (San Francisco).

Un quatuor à cordes est, en musique classique, un ensemble musical (un groupe de musiciens) composé de quatre instruments à cordes — généralement deux violons, un alto et un violoncelle. Le quatuor à cordes est une formation majeure de la musique de chambre : parmi les nombreuses combinaisons possibles — depuis le duo au dixtuor — le quatuor est, avec le trio piano, violon, violoncelle, la formation dont le répertoire est le plus étendu.
Un quatuor à cordes est également une forme musicale destinée à ce type de formation — plus exactement, une sonate « en quatuor ». Cette forme musicale se développe dans le cadre du style galant et sous l'influence du divertimento vers le milieu du XVIIIe siècle. Elle a pour origine le regroupement des instruments à cordes au sein de l'orchestre, les contrebasses se contentant de doubler les violoncelles. Si les premiers quatuors de Luigi Boccherini sont en fait des symphonies pour cordes, Stamitz et Gossec distinguent parmi leurs quatuors ceux qui doivent être joués à quatre de ceux qui doivent être joués par un orchestre (par exemple l'opus 14 de Stamitz est titré Quatuors pour orchestre).

## Caractéristiques de la forme musicale "Quatuor à cordes"
À partir de Joseph Haydn, Mozart ou Boccherini, le quatuor devient le genre le plus en vogue du répertoire de musique de chambre. La structure épouse dorénavant un modèle quasi-immuable en quatre mouvements, qui restera une référence, bien qu'il ait été remis en question à plusieurs reprises (op. 131 de Beethoven). Chacun des quatre mouvements est lui-même soumis à un tempo donné et une forme musicale particulière :
- 1er mouvement : tempo allegro avec une forme sonate.
- 2e mouvement : tempo adagio, avec une forme lied, une forme sonate ou une forme thème et variations.
- 3e mouvement : tempo allegretto, à 3 temps ou ternaire, avec une forme menuet et trio, puis une forme scherzo à partir de Beethoven.
- 4e mouvement : tempo presto avec une forme rondo, rondo-sonate ou rondo varié.

Le contrepoint à quatre parties permet de faire entendre toutes les harmonies sans doublure superflue afin d'obtenir l'équilibre des voix et une grande homogénéité de timbre.

« Nous entendons discuter quatre personnes intelligentes, nous pensons saisir des morceaux de leur conversation tout en découvrant quelque chose des spécificités des instruments. »

— Lettre de Wolfgang von Goethe à Friedrich Zelter

## Le quatuor à l'époque classique
On trouve déjà chez Sammartini des œuvres écrites pour deux violons, alto et violoncelle. Comme le rappelle Marc Vignal, Joseph Haydn et Luigi Boccherini « écrivirent, indépendamment l’un de l’autre, les premiers grands spécimens du genre qui devait rapidement dominer la musique de chambre au sens moderne, ou plutôt la symboliser : le quatuor à cordes. […] Il s’agit là d’appellations plus tardives, pas toujours utilisées avant 1800. » En effet, au XVIIIe siècle, le terme n'est pas encore fixé. Dès 1761 Boccherini (auteur de 91 quatuors) dans son registre, indique sonate a quattro pour désigner son opus 2. Cependant, le titre de l'édition parisienne de 1767 est bien quartetti. Chez Haydn, pour la même formation, l'opus 1 est encore divertimenti, et quartetti n'apparaît seulement qu'avec son opus 9, en 1769.
Mais le mérite revient à Haydn, généralement considéré comme le père du quatuor à cordes, d'avoir développé ce genre, basé sur l'équilibre de quatre voix indépendantes, égales en importance mais fortement imbriquées, et lui donner ses lettres de noblesse ainsi qu'un répertoire important (68 quatuors).
Contemporain de Haydn, Mozart (auteur de 23 quatuors) admirait beaucoup ses quatuors et en a composé lui aussi. La production de Mozart consiste essentiellement en 4 cycles de quatuors où il a égalé son aîné dans les deux derniers. Les Quatuors du troisième cycle sont dédiés à Haydn. Certains portent des surnoms, comme « Le quatuor des dissonances » en ut majeur, célèbre pour les frottements harmoniques des premières mesures, ou « La Chasse » en si bémol majeur, ou encore « Le Printemps » en sol majeur. Les trois derniers sont dédiés au roi de Prusse, d'où leur surnom de « prussiens » : le violoncelle y joue un rôle prépondérant. Mozart, par son sens inné de la polyphonie, a su faire chanter chaque instrument du quatuor. Cependant, le divertimento pour trio à cordes et les six quintettes à cordes — à deux altos — constituent sans doute des sommets encore plus remarquables de sa production.
| année               | Boccherini (91 quatuors)            | Haydn (68 quatuors)                                                 | Mozart (23 quatuors)          | autres compositeurs                                                                             | notes |
| ------------------- | ----------------------------------- | ------------------------------------------------------------------- | ----------------------------- | ----------------------------------------------------------------------------------------------- | --- |
| 1761                | 6 quatuors opus 2                   |                                                                     |                               |                                                                                                 | Boccherini a 18 ans. |
| 1767                | pub. op. 2 à Paris chez Bailleux    |                                                                     |                               |                                                                                                 | |
| 1768                |                                     |                                                                     |                               | Baudron, 6 quatuors opus 3 ; Richter, 6 quatuors opus 5 (composés en 1757 et pub. 1768 et 1772) | Les quatuors de Baudron sont considérés comme les premiers composés par un Français |
| 1769                | 6 quatuors opus 8                   | 6 quatuors Hob.III.19-24, et pub. op 9 à Paris chez Huberty en 1772 |                               |                                                                                                 | Haydn a 38 ans. |
| 1770                | 6 quatuors opus 9                   |                                                                     | Quatuor no 1 K. 80            | Gossec, 6 quatuors opus 14, Vachon, 6 quatuors opus 5 (composés avant)                          | Mozart a 14 ans. Le Rondo finale est plus tardif et ajouté en 1772 ou l'année suivante. J. et B. Massin notent qu'il s'agirait d'une des premières œuvres écrites « d'abord pour sa propre joie... pour lui-même » et considèrent que le modèle est ceux de Sammartini et – entre parenthèses – « un peu aussi ceux de Boccherini ». Chez Gossec, dans l’op. 14, le premier violon peut être substitué à la flûte. |
| 1771                |                                     | 6 quatuors opus 17                                                  |                               | Gossec, 6 quatuors opus 15, Vachon, 6 quatuors opus 6 et 7                                      | |
| 1772                | 6 quartettini opus 15 et pub. op. 9 | 6 quatuors opus 20                                                  | Quatuors milanais, K. 155-160 | Gossec : pub. op. 15 en février                                                                 | Mozart a 16 ans. Les quatuors de Mozart restent inédits. |
| 1773                | 6 quintettini opus 17               | pub. op 17 à Paris                                                  | Quatuors viennois, K. 168-173 | Davaux, 6 quatuors opus 6, Rigel, 6 quatuors dialogués opus 10                                  | Les Mozart restent inédits. Davaux († 1822) compose une vingtaine de quatuors. Seul opus de Rigel consacré au quatuor, œuvre d'envergure et de grande richesse. |
| 1774                | 6 quintettini opus 19               | pub. op 20 à Paris                                                  |                               | Canales, 6 quatuors opus 1, Brunetti, 6 quatuors opus 2 et 3 , Vachon, opus 9 (perdu)           | L'opus de Canales est le premier du genre publié à Madrid. Les quatuors de Brunetti restent inédits et ceux de José Teixidor y Barceló ne paraissent qu'en 1801. Vachon : opus suivant no 11 (1782). |
| 1775                | 6 quartettini opus 22               |                                                                     |                               | Brunetti, 6 quatuors opus 4                                                                     | Haydn ne revient au quatuor qu'avec l'opus 33 en 1781 et l'opus 50 en 1787, deux ans après la dédicace des quatuors de Mozart à Haydn. Les Brunetti restent inédits. |
| total de la période | 42                                  | 18                                                                  | 13                            |                                                                                                 | |

### Les 16 quatuors de Beethoven
Ludwig van Beethoven (auteur de 16 quatuors) n'a abordé le quatuor que peu avant ses 30 ans, âge auquel il a publié un premier recueil de six quatuors (opus 18 no 1, no 2, no 3, no 4, no 5 et no 6). Ils témoignent d'une parfaite maîtrise de l'écriture, mais demeurent, stylistiquement, dans l'ombre de Haydn. La révolution interviendra avec les trois quatuors « Razumovski » (opus 59 no 1, no 2, no 3). Beethoven y fait exploser le moule classique comme il l'avait fait dans le domaine des sonates pour piano : il étire les formes, pousse les développements, les nuances, les graves et les aigus, et les répétitions jusqu'à l'exaspération. Il atteint la plénitude de sa deuxième période créatrice avec l'opus 74 « les Harpes ». Une seconde rupture intervient avec l'opus 95 « Serioso », âpre et même abrupt. Plus court, plus concentré que les précédents, la modernité de ce quatuor surprend nos oreilles aujourd'hui encore. Il faudra attendre Bartók pour entendre quelque chose de plus moderne dans le domaine du quatuor. Les derniers quatuors sont autant de chefs-d'œuvre : c'est à eux qu'il a consacré l'essentiel de ses dernières années, après avoir achevé la 9e symphonie, muré dans la solitude et la surdité. Wagner disait de ces quatuors qu'il ne faudrait pas les jouer en public, car ils sont l'expression d'une grande souffrance. Le fait est, pour les interprètes comme pour le public, qu'il ne faut pas aborder ces chefs-d'œuvre insurpassables sans préparation.

## Le quatuor à l'époque romantique
L'ombre du grand Beethoven a beaucoup pesé sur les musiciens qui l'ont suivi, dans le domaine du quatuor plus encore que dans la symphonie. Schumann, Mendelssohn ou Brahms ont approché ou égalé, mais pas dépassé le modèle beethovénien. Notons l'exception de Schubert (auteur de 15 quatuors), qui a trouvé dans ses trois derniers quatuors — ainsi que dans le quintette à deux violoncelles — l'expression personnelle d'un génie achevé : contemporain de Beethoven, il est mort 18 mois seulement après lui.
Le quatuor est fort prisé des compositeurs romantiques. Il reste synonyme d'effort, de concentration et de rigueur. Pendant tout le XIXe siècle, il reste une spécificité allemande et française dans une moindre mesure — notamment à la fin du siècle —, à quelques exceptions près, comme en témoigne la présence de 14 quatuors dans le catalogue de Antonín Dvořák. Les compositeurs marqués par l'esthétique wagnérienne du Gesamtkunstwerk (œuvre d'art totale), la musique à programme (Hector Berlioz, Franz Liszt) ou bien par le chromatisme et la puissance orchestrale de Wagner (Anton Bruckner, Gustav Mahler, Richard Strauss), se désintéressent du quatuor.
Dans le débat qui oppose, dans la deuxième moitié du XIXe siècle, les tenants de la musique pure — Eduard Hanslick, Johannes Brahms — aux défenseurs de la musique à programme — Liszt et son cercle de Weimar —, le quatuor à cordes représente pour les premiers le genre noble par excellence : l'écoute d'un quatuor est synonyme de contemplation des formes musicales pour elles-mêmes, par opposition à une écoute qui serait guidée par un programme poétique.

## Le quatuor à l'époque moderne
Au début du XXe siècle, le quatuor à cordes est pour certains compositeurs, tels Arnold Schönberg, Alban Berg, Anton Webern, Maurice Ravel, Béla Bartók, Claude Debussy, synonyme d'expérimentation, d'étape dans la recherche d'un idéal en matière de composition musicale, à tel point que le critique musical contemporain Dominique Jameux a parlé de laboratoire de formes. Le quatuor op.121 de Gabriel Fauré (1924) est l'œuvre d'un musicien désireux de parachever sa longue carrière de compositeur par un chef-d'œuvre de pureté et d'ascétisme. Il s'agit dans ces derniers cas d'œuvres essentiellement isolées même si elles sont souvent d'une importance capitale dans l'histoire de la musique.
Au contraire, Darius Milhaud (auteur de 18 quatuors), Heitor Villa-Lobos (auteur de 17 quatuors), et surtout Dmitri Chostakovitch (auteur de 15 quatuors), ont par l'importance et la qualité de leur cycle, contribué à renouveler la tradition de cette forme musicale.
On doit également citer les quatuors de Vincent d'Indy, Albéric Magnard, Leoš Janáček, Benjamin Britten, Paul Hindemith, Georges Enesco, Bohuslav Martinů, Alexandre Tansman, Marcel Mihalovici, etc.

## Le quatuor à l'époque contemporaine
La nouvelle génération de l'après-guerre opère un renouvellement du quatuor — Olivier Messiaen, Quatuor pour la fin du Temps, pour violon, violoncelle, clarinette et piano, écrit en captivité dans un camp de prisonniers en Silésie durant la Seconde Guerre mondiale ; Pierre Boulez, Livre pour quatuor à cordes de 1948 - avant que quelques uns d'entre eux seulement ne prétendent le reléguer parmi les pièces d'un style de genres musicaux appartenant à un passé supposément révolu.
Les générations suivantes, marquées par la postmodernité, se réintéressent au genre, dans un souci de dialoguer avec l'histoire et de renouer avec la tradition. Si György Ligeti et Elliott Carter font figure de précurseurs en ce domaine, Alfred Schnittke en Russie, Helmut Lachenmann en Allemagne, Luciano Berio et Lorenzo Ferrero en Italie, Brian Ferneyhough en Grande-Bretagne, Philippe Fénelon, Philippe Hersant, Christophe Looten, Max Méreaux et Nigel Keay en France, chacun suivant sa propre voie, semblent ne plus vouloir déroger à la règle selon laquelle tout compositeur confirmé doit se mesurer à un genre toujours réputé difficile.

## Concours et festivals
Il existe des concours et festivals dédiés au quatuor à cordes. 
- En France : 
  - le concours international de quatuor à cordes de Bordeaux (ex Évian), organisé tous les trois ans dans le cadre du Grand Théâtre de Bordeaux[7] ;
  - la Biennale de quatuors à cordes de la cité de la musique à Paris, tous les deux ans ;
  - le Festival international de quatuors à cordes du Luberon en Provence, organisé tous les ans lors de la deuxième moitié du mois d'août ;
  - le festival Quatuors à cordes en pays de Fayence, organisé tous les ans lors de la dernière semaine d'octobre ;
- En Australie : 
  - le concours international de quatuor à cordes de Melbourne.
- En Italie : 
  - le concours international Premio Paolo Borciani à Reggio d'Émilie en Italie.